# Камі-Амакуса

Ка́мі-Ама́куса (яп. 上天草市, かみあまくさし, МФА: [kamʲi amaku̥sa ɕi̥]?) — місто в Японії, в префектурі Кумамото.     Отримало статус міста 2004 року. Площа становить 126,15 км². Станом на 1 серпня 2011 року населення складало 29 371  осіб, густота населення — 233 осіб/км².     

## Історія
Камі-Амакуса отримала статус міста 31 березня 2004 року.